# Porte des martyrs (Katmandou)
Pour les articles homonymes, voir Martyr (homonymie).
La Porte des martyrs (ou Shahid Gate) est un monument de Katmandou (Népal), sis au centre d’un rond-point, au cœur de Tundikhel. Il rappelle le souvenir des quatre Dharma Bhakta Mathema, Gangalal Shrestha, Dashrath Chand, and Shukraraj Shastri, qui au prix de leur vie s’opposèrent au régime dictatorial de la dynastie des Rânâ.  
Jusqu’en 2012 la statue du roi Tribhuvan Shah qui, en 1950, coopéra avec le peuple pour se débarrasser du pouvoir oligarchique centenaire des Ranas et rétablir la démocratie au Népal se trouvait dans la niche supérieure du monument. Par décision gouvernementale, elle en fut retirée en 2012 et transférée au musée royal Narayanthi.